# Sevenig (Our)
Sevenig település Németországban, Rajna-vidék-Pfalz tartományban. Lakosainak száma 62 fő (2023. december 31.).

## Népesség
A település népességének változása:
| Lakosok száma | 105  | 60   | 73   | 74   | 66   | 62   |
|               | 1975 | 2017 | 2019 | 2021 | 2022 | 2023 |